# AEW Energie
Die AEW Energie AG mit Sitz in Aarau ist ein Schweizer Energieversorgungsunternehmen. Sie gehört vollständig dem Kanton Aargau und versorgt das Kantonsgebiet primär mit Strom. Darüber hinaus betreibt das Unternehmen eigene Wasserkraftwerke, ist an verschiedenen Kraftwerken beteiligt und erbringt Dienstleistungen in den Bereichen Wärme-Contracting, Telekommunikation und Stromversorgung. AEW Energie beschäftigt 370 Mitarbeiter und erwirtschaftete im Geschäftsjahr 2022 einen Umsatz von 593 Millionen Schweizer Franken.
Das 1916 als Aargauische Elektrizitätswerk gegründete und auf den 1. Oktober 1999 in eine Aktiengesellschaft umgewandelte Unternehmen ist Mitglied der Axpo, an der es mit 14,03 Prozent beteiligt ist. Von ihr bezieht AEW auch den überwiegenden Teil der jährlich verkauften 4000 GWh Strom.
Im Dezember 2023 wurde in Dättwil ein Batterie-Speicherkraftwerk in Betrieb genommen. Der klassische Carsharing-Anbieter Swiss E-Car AG, ein Gemeinschaftsunternehmen der AEW Energie und der regionalen Stromversorgerin Eniwa, will sich ab 2024 auf nationaler Ebene ausbreiten.